# Pratovecchio Stia
Pratovecchio Stia je italská obec v provincii Arezzo v oblasti Toskánsko. Obec vznikla sloučením bývalých obcí Pratovecchio a Stia 1. ledna 2014. V roce 2013 žilo v těchto obcích celkem 5 918 obyvatel

## Sousední obce
Bagno di Romagna (FC), Castel San Niccolò, Londa (FI), Montemignaio, Pelago (FI), Poppi, Rufina (FI), San Godenzo (FI), Santa Sofia (FC)